# Ritratto di Elisa Bonaparte
Ritratto di Elisa Bonaparte è un dipinto della pittrice francese Marie-Guillemine Benoist, realizzato nel 1806 e conservato presso il Museo di palazzo Mansi a Lucca.

## Storia
Il dipinto ha dovuto subire nel corso del tempo varie attribuzioni, nonostante il monogramma della pittrice e l'anno di realizzazione che sono leggibili nel basso, verso sinistra.
Il primo ad essere considerato autore dell'opera fu Robert Lefèvre, dallo storico dell'arte Paul Marmottan nel 1886. Lo stesso studioso, stavolta nel 1901, attribuì il ritratto della sorella di Napoleone ad altri due pittori: prima a Stefano Tofanelli e poi a Guillaume Guillon Lethière. Quest'ultimo dipinse nel 1806, proprio come Marie-Guillemine Benoist, un ritratto della principessa francese.

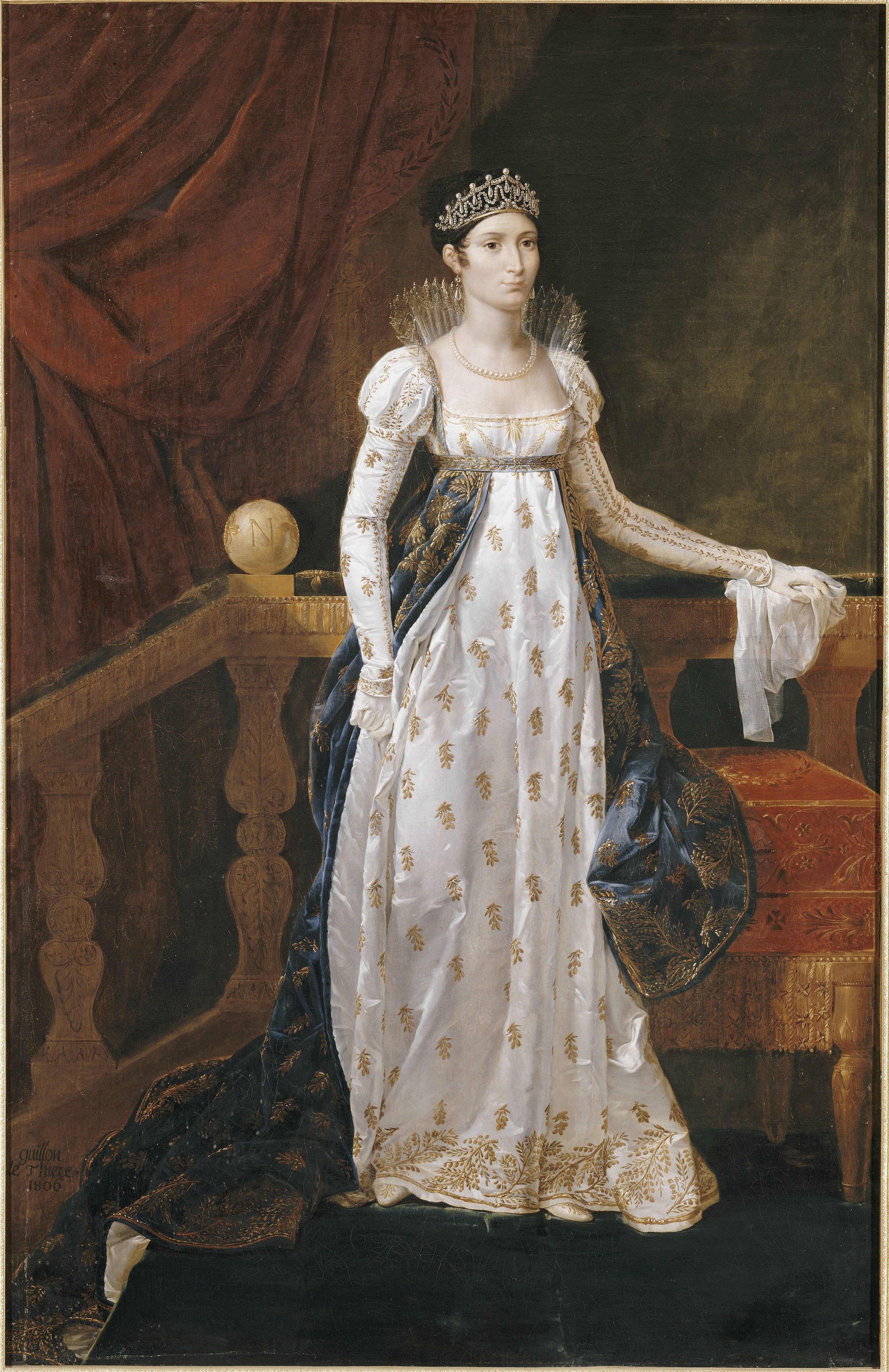
Guillaume Guillon Lethière, Elisa Bonaparte, 1806, Reggia di Versailles

Nonostante ciò l'attribuzione a Stefano Tofanelli fu considerata la più probabile e nonostante mantenne una certa credibilità fino al 1964, era ormai chiaro che il ritratto di Maria Anna Bonaparte, detta Elisa, da lei stessa commissionato con l'intento di farne un mezzo di propaganda napoleonica, fosse opera della Benoist, grazie all'archivista e biografo Eugenio Lazzareschi, che ne riconobbe la maternità nel 1929.

## Descrizione

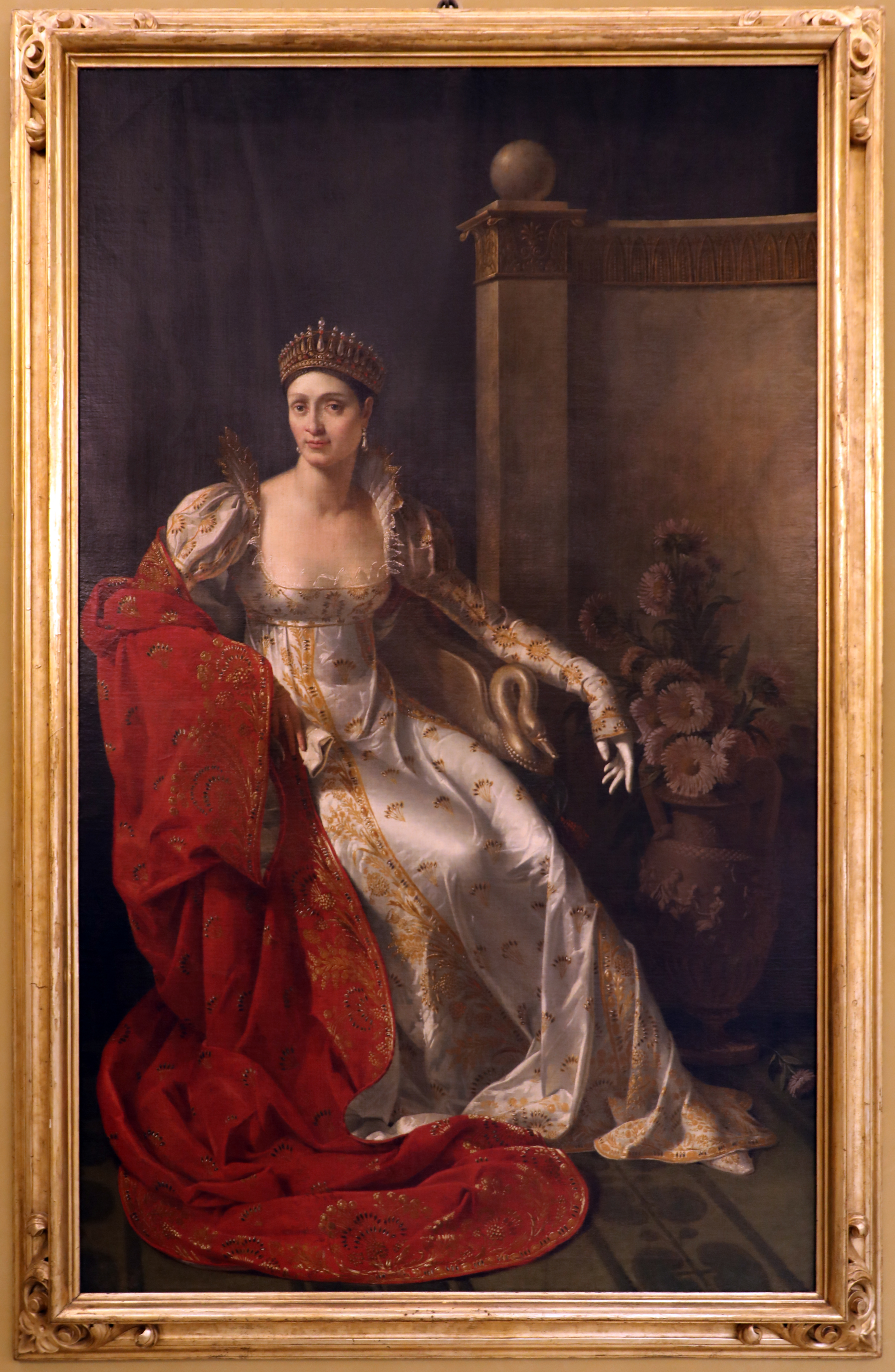
Il dipinto incorniciato

Elisa Bonaparte è ritratta in un insieme di elementi collegati al Primo Impero francese, primo tra i quali l'abito, che è lo stesso indossato all'incoronazione del fratello del 1804. Il vestito, al pari dei guanti, è ornato con ricami dorati su seta bianca, presentando anche una scollatura adornata con del pizzo.
A circondare l'abito c'è un vellutato mantello, questo di color porpora, ricamato anch'esso con motivi dorati, molto ricorrenti nelle vesti imperiali. Il maestoso diadema sovrasta il capo della sovrana, i cui occhi neri vengono evidenziati dai grandi orecchini di perla che porta alle orecchie.
La poltrona su cui la principessa è seduta, in maniera leggiadra, lascia vedere un bracciolo a forma di cigno, animale caro all'Impero francese in quanto simbolo della purezza delle idee. Accanto a lei si trova una grande anfora, il cui ventre è scolpito, contenente crisantemi bianchi, fiori che si diffusero nel continente europeo a partire proprio dalla Francia, nel 1789.